# Комітет Верховної Ради України з питань сім'ї, молодіжної політики, спорту та туризму
Комітет Верховної Ради України з питань сім'ї, молодіжної політики, спорту та туризму — колишній профільний комітет Верховної Ради України.
Створений 4 грудня 2007 р..
Перейменований 4 грудня 2014 р. на Комітет Верховної Ради України з питань сім'ї, молодіжної політики та спорту.
Перейменований 4 лютого 2015 р.
29 серпня 2019 був утворений Комітет Верховної Ради України з питань молоді і спорту.

## Сфери відання
Комітет здійснює законопроєктну роботу, готує, попередньо розглядає питання, віднесені до повноважень Верховної Ради України, та виконує контрольні функції у таких сферах відання:
- державна політика у сфері сімейно-шлюбних відносин;
- державна політика сприяння становленню інституту сім'ї, допомоги сім'ям з дітьми, захисту безпритульних дітей;
- демографічна політика;
- державна молодіжна політика;
- фізична культура;
- спорт та спортивна діяльність;
- туризм і туристична діяльність;
- законодавство про курорти та рекреаційну діяльність.

## Склад VII скликання[5]
Керівництво:
- Палатний Артур Леонідович — Голова Комітету
- Тедеєв Ельбрус Сосланович — Перший заступник голови Комітету
- Данілов Віталій Богданович — Заступник голови Комітету
- Присяжнюк Олександр Андрійович — Заступник голови Комітету
- Янків Ігор Тарасович — Секретар Комітету
- Жук Микола Васильович — Голова підкомітету з питань молодіжної політики, сім'ї та дитинства
- Топалов Сергій Валерійович — Голова підкомітету з питань фізичної культури та спорту
- Бушко Іван Іванович — Голова підкомітету з питань розвитку туризму, курортів та рекреаційної діяльності

Члени:
- Аркаллаєв Нуруліслам Гаджиєвич[6].

## Склад VIII скликання[7]
Керівництво:
- голова Комітету — Палатний Артур Леонідович
- перший заступник голови Комітету — Величкович Микола Романович
- заступник голови Комітету — Петренко Олег Миколайович
- заступник голови Комітету — Силантьєв Денис Олегович
- секретар Комітету — Романова Анна Анатоліївна

Члени:
- Бакулін Євген Миколайович
- Спориш Іван Дмитрович[2].